# بروهل
بروهل (به آلمانی: Brohl) یک شهر در آلمان است که در کوخم-تسل واقع شده‌است. بروهل ۳۶۷ نفر جمعیت دارد.